# Liste de stades de football en Irak
Cet article présente une liste des principaux stades de football en Irak, classés par nombre de places. Bien que destinés au football, il n'est pas rare que certains stades accueillent également d'autres sports (athlétisme) ainsi que des concerts.
Les stades de football qui figurent dans cette liste sont ceux qui ont une capacité d'au moins 2 000 places, ainsi que ceux de clubs appartenant à l'Iraqi Premier Football League, quelle que soit leur capacité d'accueil. 
La liste est divisée en trois sous-sections : stades actuels, stades en construction et stades en projet.

## Stades actuels
| Stade                            | Photo | Ville               | Année d'ouverture | Capacité | Résident principal                              | Localisation                       | Propriétaire                             |
| -------------------------------- | ----- | ------------------- | ----------------- | -------- | ----------------------------------------------- | ---------------------------------- | ---------------------------------------- |
| Basra Sports City Stadium        |       | Bassorah            | 2013              | 65 000   | Équipe d'Irak de football                       | 30° 26′ 23,6″ N, 47° 46′ 47,3″ E   | Ministère de la jeunesse et des sports   |
| Al-Shaab Stadium                 |       | Bagdad              | 1966              | 40 000   | Al-Shorta SC, Al-Qowa Al-Jawiya et Al-Talaba SC | 33° 19′ 29,53″ N, 44° 26′ 07,09″ E | Ministère de la jeunesse et des sports   |
| Stade Al-Madina                  |       | Bagdad              | 2021              | 32 000   | Équipe d'Irak de football                       | 33° 21′ 15,8″ N, 44° 27′ 20,1″ E   | Ministère de la jeunesse et des sports   |
| Stade international de Karbala   |       | Karbala             | 2016              | 30 000   | Karbala'a SC                                    | 32° 33′ 53,4″ N, 44° 00′ 15,4″ E   | Ministère de la jeunesse et des sports   |
| Stade de Najaf                   |       | Najaf               | 2018              | 30 000   | Al-Najaf FC et Naft Al-Wasat SC                 | 32° 03′ 58,7″ N, 44° 19′ 01″ E     | Ministère de la jeunesse et des sports   |
| Stade olympique d'Al Mina'a      |       | Bassorah            | 2022              | 30 000   | Al-Minaa SC                                     | 30° 33′ 08,6″ N, 47° 46′ 41,5″ E   | Ministère de la jeunesse et des sports   |
| Stade Franso-Hariri              |       | Erbil               | 1956              | 28 000   | Erbil SC                                        | 36° 10′ 21,1″ N, 44° 00′ 42″ E     | Erbil SC                                 |
| Stade olympique de Kirkouk       |       | Kirkouk             | 1982              | 25 000   | Kirkuk SC                                       | 35° 26′ 35,4″ N, 44° 25′ 16,7″ E   | Ministère de la jeunesse et des sports   |
| Stade olympique de Maysan        |       | Maysan              | 1987              | 25 000   | Naft Maysan                                     | 31° 50′ 07,2″ N, 47° 07′ 37,1″ E   | Ministère de la jeunesse et des sports   |
| Stade de Duhok                   |       | Duhok               | 1986              | 20 000   | Duhok SC                                        | 36° 51′ 06,9″ N, 42° 59′ 47,1″ E   | Duhok SC                                 |
| Stade de Zakho                   |       | Zakho               | 2015              | 20 000   | Zakho FC                                        | 37° 08′ 45,5″ N, 42° 40′ 20″ E     | Zakho FC                                 |
| Stade olympique d'Al-Kut         |       | Al-Kût              | 2018              | 20 000   | Al-Kut SC                                       | 32° 30′ 08,6″ N, 45° 50′ 06,2″ E   | Ministère de la jeunesse et des sports   |
| Stade de Sulaymaniyah            |       | Sulaymaniyah        |                   | 18 000   | Sulaymaniyah SC et Newroz                       | 35° 32′ 59,4″ N, 45° 25′ 44,4″ E   | Sulaymaniyah SC                          |
| Stade Al-Zawraa                  |       | Bagdad              | 2022              | 15 443   | Al-Zawra'a SC                                   | 33° 20′ 39,2″ N, 44° 22′ 05,5″ E   | Al-Zawra'a SC                            |
| Stade Al-Kashafa                 |       | Bagdad              | 1938              | 15 000   |                                                 | 33° 21′ 34″ N, 44° 22′ 49,5″ E     | Ministère de l'Éducation                 |
| Stade de Ramadi                  |       | Ramadi              |                   | 15 000   | Al-Ramadi FC                                    | 33° 25′ 13,4″ N, 43° 19′ 18,3″ E   | Al-Ramadi FC                             |
| Stade de Samawa                  |       | Samawa              |                   | 15 000   | Al-Samawa SC                                    | 31° 19′ 58,9″ N, 45° 17′ 20,2″ E   | Al-Samawa SC                             |
| Stade Al-Najaf                   |       | Najaf               | 1970              | 12 000   | Al-Najaf FC                                     | 32° 00′ 43,8″ N, 44° 19′ 39,9″ E   | Al-Najaf FC                              |
| Stade Al-Kifl                    |       | Babylone            | 2018              | 10 000   | Al-Qasim SC                                     | 32° 14′ 04,2″ N, 44° 23′ 24,6″ E   | Ministère de la jeunesse et des sports   |
| Stade Al-Fayhaa                  |       | Bassorah            | 2013              | 10 000   | Al-Mina'a SC et Naft Al-Basra SC                | 30° 26′ 33,3″ N, 47° 46′ 47,3″ E   | Ministère de la jeunesse et des sports   |
| Stade de Karbala                 |       | Karbala             |                   | 10 000   | Karbala'a SC                                    | 32° 35′ 16,6″ N, 44° 01′ 05,4″ E   | Karbala'a SC                             |
| Stade de Samarra                 |       | Samarra             |                   | 10 000   | Samarra SC                                      | 34° 12′ 00,7″ N, 43° 53′ 05,4″ E   | Samarra SC                               |
| Stade de Suq Al-Shuyukh          |       | Dhi Qar             | 2015              | 10 000   | Suq Al-Shuyukh FC et Al-Forat FC                | 30° 54′ 12,6″ N, 46° 27′ 09,4″ E   | Ministère de la jeunesse et des sports   |
| Stade Delal                      |       | Zakho               |                   | 10 000   | Zakho FC                                        | 37° 10′ 06,3″ N, 42° 41′ 30,2″ E   | Zakho FC                                 |
| Stade Al-Aziziyah                |       | Wasit               | 2019              | 10 000   | Al-Aziziyah FC                                  | 32° 50′ 41,7″ N, 45° 08′ 09,3″ E   | Ministère de la jeunesse et des sports   |
| Stade d'Al-Hilla                 |       | Al-Hilla            |                   | 10 000   | Al-Hilla SC et Babylon SC                       | 32° 31′ 09,3″ N, 44° 26′ 27,2″ E   | Al-Hilla SC                              |
| Stade de Nassiriya               |       | Nassiriya           |                   | 10 000   | Al-Nasiriya FC                                  | 31° 01′ 17,8″ N, 46° 15′ 04,7″ E   | Al-Nasiriya FC                           |
| Stade de Bakouba                 |       | Bakouba             |                   | 10 000   | Diyala FC                                       | 33° 44′ 53,1″ N, 44° 39′ 27,1″ E   | Diyala FC                                |
| Stade de Tikrit                  |       | Tikrit              |                   | 10 000   | Salahaddin FC                                   | 34° 35′ 46,6″ N, 43° 41′ 01,7″ E   | Salahaddin FC                            |
| Stade de Halabja                 |       | Halabja             | 2009              | 9 000    | Halabja SC                                      | 35° 12′ 13,3″ N, 45° 57′ 41,5″ E   | Halabja SC                               |
| Stade Al-Shatrah                 |       | Nassiriya           | 2016              | 7 500    | Al-Shatra FC et Al-Nasiriya FC                  | 31° 24′ 56,6″ N, 46° 10′ 30,7″ E   | Ministère de la jeunesse et des sports   |
| Stade Al-Bahri                   |       | Bassorah            | 2022              | 7 000    | Al-Bahri SC                                     | 30° 33′ 02,7″ N, 47° 48′ 11,8″ E   | Ministère de la Défense                  |
| Stade de Falloujah               |       | Falloujah           | 2022              | 7 000    | Al-Jolan SC                                     | 33° 21′ 05,5″ N, 43° 48′ 39,7″ E   | Ville d'Al-Anbar                         |
| Stade Al-Saher Ahmed Radhi       |       | Bagdad              | 2004              | 6 000    | Al-Karkh SC                                     | 33° 18′ 59,6″ N, 44° 21′ 53,9″ E   | Al-Karkh SC                              |
| Stade d'Al-Qowa Al-Jawiya        |       | Bagdad              |                   | 6 000    | Al-Qowa Al-Jawiya                               | 33° 20′ 40,5″ N, 44° 26′ 20,4″ E   | Al-Qowa Al-Jawiya                        |
| Stade Al-Sinaa                   |       | Bagdad              |                   | 6 000    | Al-Sinaa SC                                     | 33° 20′ 45,4″ N, 44° 27′ 12,9″ E   | Ministère de l'Industrie et des minéraux |
| Stade d'Afak                     |       | Diwaniya            | 2016              | 5 000    | Afak FC                                         | 32° 03′ 38,9″ N, 45° 14′ 35,5″ E   | Ministère de la jeunesse et des sports   |
| Stade des Cinq Mille             |       | Sadr City, Bagdad   |                   | 5 000    | Al-Hussein SC                                   | 33° 23′ 43,3″ N, 44° 27′ 39,7″ E   | Ministère de la jeunesse et des sports   |
| Stade Al-Zubair                  |       | Az Zubayr, Al-Basra | 2013              | 5 000    | Al-Zubair SC                                    | 30° 24′ 05,2″ N, 47° 41′ 58,7″ E   | Ministère de la jeunesse et des sports   |
| Stade Al-Masafi                  |       | Bagdad              |                   | 5 000    | Masafi Al-Wasat FC                              | 33° 16′ 13,6″ N, 44° 25′ 41,6″ E   | Ministère du Pétrole                     |
| Stade Amanat Baghdad             |       | Bagdad              | 2010              | 5 000    | Amanat Baghdad SC                               | 33° 18′ 53,9″ N, 44° 23′ 04,1″ E   | Mairie de Bagdad                         |
| Stade Al-Taji                    |       | Bagdad              | 2017              | 5 000    | Al-Kahrabaa FC                                  | 33° 24′ 18,6″ N, 44° 18′ 09,6″ E   | Ministère de la jeunesse et des sports   |
| Stade de l'Université de Mossoul |       | Mossoul             |                   | 5 000    | Mossoul SC                                      | 36° 22′ 46,4″ N, 43° 08′ 22,2″ E   | Mossoul SC                               |
| Stade de Diwaniya                |       | Diwaniya            |                   | 5 000    | Al-Diwaniya FC                                  | 31° 59′ 43,9″ N, 44° 53′ 43″ E     | Al-Diwaniya FC                           |
| Stade Al-Naft                    |       | Bagdad              |                   | 3 000    | Al-Naft SC                                      | 33° 24′ 09,9″ N, 44° 24′ 26,3″ E   | Al-Naft SC                               |
| Stade Ayn al-Tamr                |       | Karbala             | 2019              | 2 000    | Ain Al Tammur FC                                | 32° 33′ 59,8″ N, 43° 28′ 34,7″ E   | Ministère de la jeunesse et des sports   |
| Stade Al-Maimuna                 |       | Maysan              | 2012              | 2 000    | Al-Maymuna SC                                   | 31° 41′ 21,3″ N, 46° 58′ 11,5″ E   | Ministère de la jeunesse et des sports   |
| Stade Al-Mashrah                 |       | Maysan              | 2014              | 2 000    | Al-Mashrah FC                                   | 31° 48′ 59,1″ N, 47° 26′ 21,8″ E   | Ministère de la jeunesse et des sports   |
| Stade Al-Shabab                  |       | Karbala             | 2016              | 2 000    | Karbala'a SC                                    | 32° 37′ 18,4″ N, 43° 59′ 40,4″ E   | Ministère de la jeunesse et des sports   |

## Stades en construction
| Nom du stade                     | Ville        | Type de projet     | Capacité | Futurs clubs résidents    | Localisation                     | Propriétaire                           |
| -------------------------------- | ------------ | ------------------ | -------- | ------------------------- | -------------------------------- | -------------------------------------- |
| Stade Al-Tajiat                  | Bagdad       | Construction neuve | 60 000   | Équipe d'Irak de football | 33° 25′ 48,7″ N, 44° 17′ 05,1″ E | Ministère de la jeunesse et des sports |
| Stade de Babil                   | Babil        | Construction neuve | 32 200   | Al-Qasim SC et Babylon SC | 32° 23′ 40,1″ N, 44° 27′ 23,1″ E | Ministère de la jeunesse et des sports |
| Stade d'Al-Anbar                 | Ramadi       | Construction neuve | 31 056   | Al-Ramadi FC              | 33° 25′ 59,2″ N, 43° 10′ 13,6″ E | Ministère de la jeunesse et des sports |
| Stade Ammo Baba                  | Bagdad       | Construction neuve | 30 236   |                           | 33° 28′ 17,2″ N, 44° 22′ 24,7″ E | Ministère de la jeunesse et des sports |
| Stade Al-Sunbula                 | Diwaniya     | Construction neuve | 30 000   | Al-Diwaniya FC            | 31° 55′ 38″ N, 44° 53′ 59″ E     | Ministère de la jeunesse et des sports |
| Stade de Salah Al-Din            | Salah ad-Din | Construction neuve | 30 000   | Salahaddin FC             | 34° 37′ 24,7″ N, 43° 37′ 34,5″ E | Ministère de la jeunesse et des sports |
| Stade international de Nassiriya | Nassiriya    | Construction neuve | 30 000   | Al-Nasiriya FC            | 31° 09′ 47,6″ N, 46° 14′ 23″ E   | Ministère de la jeunesse et des sports |
| Stade international de Mossoul   | Mossoul      | Construction neuve | 30 000   | Mossoul FC                | 36° 23′ 52,3″ N, 43° 11′ 03,1″ E | Ministère de la jeunesse et des sports |
| Stade Bab Sinjar                 | Mossoul      | Construction neuve | 20 000   | Mossoul FC                | 36° 20′ 27,1″ N, 43° 06′ 55,6″ E | Ministère de la jeunesse et des sports |
| Stade international de Samawa    | Samawa       | Construction neuve | 20 000   | Al-Samawa SC              | 31° 14′ 38,8″ N, 45° 23′ 49,7″ E | Ministère de la jeunesse et des sports |
| Stade de Newroz                  | Sulaymaniyah | Construction neuve | 14 500   | Newroz SC                 | 35° 33′ 30,1″ N, 45° 22′ 04,9″ E | Lahur Sheikh Jangi Talabany            |

## Stades en projet
| Nom du stade                  | Ville  | Type de projet     | Capacité | Futurs clubs résidents    | Localisation | Propriétaire                           |
| ----------------------------- | ------ | ------------------ | -------- | ------------------------- | ------------ | -------------------------------------- |
| Cité sportive de Bagdad       | Bagdad | Construction neuve | 85 000   | Équipe d'Irak de football | À déterminer | Ministère de la jeunesse et des sports |
| Stade international de Diyala | Diyala | Construction neuve | 30 000   | Diyala FC                 | À déterminer | Ministère de la jeunesse et des sports |